# Museu de História Natural do Leste Maranhense
O Museu de História Natural do Leste Maranhense (MHNMA) é museu localizado na cidade de Chapadinha, no Maranhão, situado a 247 quilômetros de São Luís.
Faz parte de um projeto de extensão da Unidade de Estudos Biológicos do Centro de Ciências Agrárias e Ambientais da Universidade Federal do Maranhão, do Campus de Chapadinha.
Tem como objetivos atuar como repositório local da biodiversidade (do cerrado da região do Baixo Parnaíba e do Munim) e contribuir para a popularização do conhecimento científico em Biologia, em especial entre crianças e jovens.
São realizadas exposições de espécies nativas, além de possibilitar a observação de exemplares biológicos taxidermizados, montagem de esqueletos, diafanização, incrustação e outras técnicas de preparação de peças biológicas. O Museu também recebe apoio da Fundação de Amparo à Pesquisa e ao Desenvolvimento Científico e Tecnológico do Maranhão - FAPEMA.